# Teratoneura congoensis
Teratoneura congoensis är en fjärilsart som beskrevs av Henry Stempffer 1954. Teratoneura congoensis ingår i släktet Teratoneura och familjen juvelvingar. Inga underarter finns listade i Catalogue of Life.